# 大豫镇
大豫镇，是中华人民共和国江苏省南通市如东县下辖的一个乡镇级行政单位。

## 行政区划
大豫镇下辖以下地区：
大豫社区、南坎社区、东凌社区、兵房社区、农场社区、止马洼村、周墩村、圩东村、香台村、东港村、九龙村、巩王村、大同村、丁家店村、东安闸村、徐征村、马家店村、强民村、一门闸村、伯安村和闸东村。